# Beata Syta
Beata Syta, po mężu Hankiewicz (ur. 10 kwietnia 1971 r. w Warszawie) – polska badmintonistka, olimpijka z Barcelony 1992.

## Kariera
Mistrzyni Polski w grze pojedynczej i podwójnej w roku 1990. Wicemistrzyni Polski w grze podwójnej w latach 1991, 1992, 1993, 1994, 1996, 1997 oraz brązowa medalistka w: grze pojedynczej (1991, 1994), podwójnej (1995) i grze mieszanej (1995).
Na igrzyskach olimpijskich w 1992 r. startowała w grze podwójnej wraz z Bożeną Haracz. Polki odpadły z rywalizacji po porażce w I rundzie z deblem z Indonezji.